# Ревдинський міський округ
Ревди́нський міський округ (рос. Ревдинский городской округ) — адміністративна одиниця Свердловської області Російської Федерації.
Адміністративний центр — місто Ревда.

## Населення
Населення міського округу становить 64340 осіб (2018; 63368 у 2010, 64184 у 2002).

## Склад
До складу міського округу входять 8 населених пунктів:
| Населений пункт       | Населення, осіб (2002) | Населення, осіб (2010) |
| --------------------- | ---------------------- | ---------------------- |
| Гусевка, селище       | 3                      | 4                      |
| Ємелино, селище       | 3                      | 0                      |
| Краснояр, селище      | 158                    | 179                    |
| Крилатовський, селище | 317                    | 322                    |
| Кунгурка, село        | 244                    | 196                    |
| Ледянка, селище       | 176                    | 212                    |
| Маріїнськ, село       | 616                    | 580                    |
| Ревда, місто          | 62667                  | 61875                  |